# Щуренко Микола Григорович
Мико́ла Григо́рович Щуренко (27 серпня 1977 — 19 травня 2015) — солдат Збройних сил України, учасник російсько-української війни.

## Життєвий шлях
Народився в с. Калинівка Васильківського р-ну Київської області. Закінчив калинівську ЗОШ № 1. Військову службу проходив у прикордонних військах в м. Хворост. Навчався у Київському ПТУ № 23 на столяра-паркетника. Працював на редукторному заводі. Вже в дорослому віці разом із батьками переїхав до села Іванівки, звідки ті були родом. Влаштувався на роботу в агрофірму «Мир-Сем» в с. Павлівка Канівського району, пізніше трудився механізатором у рідному ПОСП «Іванівське». Пізніше працював в охоронній структурі СБУ, пізніше, у приватній охоронній службі. Знімався у кіно — фільм «Прокурорські розслідування» — роль криміналіста Саші, серіал «Поверни моє кохання» — роль водія. Захоплювався мотоспортом і пішим туризмом.
Активний учасник Майдану 2014 року.
17 березня 2014 року Микола Щуренко одним із перших у складі добровольчого батальйону «Патріот», псевдо «Артіст». Був інструктором-розвідником. Вийшов живим з Іловайського котла. Був разом з Ісою Мунаєвим у часі його смерті. Далі була ротація, коротка відпустка.
19 травня 2015 року близько 13-00 поруч із селом Катеринівка військовики помітили рух у лісопосадці в напрямку Стахановця біля самої лінії розмежування та вирушили на розвідку. Біля села знайшли покинуті позиції терористів. Повертаючись на мікроавтобусі з розвідки, загін потрапив у засідку. Олег Булатов зі своєю групою виїхав на допомогу бійцям, які потрапили в засідку. Терористи обстріляли з мінометів і гармат зі сторони Первомайська й Стаханова, тоді також полягли Денис Перепелиця, Олег Булатов та Вадим Савчак, 2 вояків зазнали поранень.
Похований 23 травня 2015 року у с.Іванівка Богуславського р-ну Київської області.

## Нагороди та вшанування
- Указом Президента України № 50/2020 від 11 лютого 2020 року, за особисту мужність і самовіддані дії, виявлені у захисті державного суверенітету та територіальної цілісності України, нагороджений орденом «За мужність» III ступеня (посмертно).
- медаль УПЦ КП «За жертовність і любов до України» (посмертно)
- 25 вересня 2015-го в Калинівський ЗОШ № 1 відкрито меморіальну дошку випускнику Миколі Щуренку.